# Никола Косић (сликар)
Никола Косић (Београд, 1993) српски је сликар. 

## Биографија
Никола Косић је дипломирао и магистрирао на Факултету примењених уметности у Београду. Провео је један семестар на студијама на Академији примењених уметности у Бечу.

## Самосталне изложбе
- “Путокази”, Квака 22, Београд, (2016 );
- “Пластика Пластика”, Дом културе студентски град, Београд (2018);
- ”Фрагменти”, Мали ликовни салон, Нови Сад (2019);
- “Посетиоци”, Музеј у Смедереву, Смедерево (2021).

## Групне изложбе
- “Фестивал СВУРФ”, дизајн постера (2010, 2011);
- “Спорт, наука, уметност”, дизајн постера (2011);
- ”Ex YU конкурс за графику” (2013);
- “Бијенале суве игле”, Ужице (2013);
- “Портрет” Калемегданска тврђава, Београд (2014);
- ”Бијенале студентске графике”, СКЦ, Београд (2014);
- “ФЕСТУМ”, СКЦ, Београд (2014, 2016);
- “16x”, Беч (2015);
- “Класа 52”, Квака 22, Београд (2016);
- 13. међународни бијенале минијатуре, Горњи Милановац (2016);
- “Јунски рок”, Установа културе Вук, Београд (2016);
- Ниш AРТ Фондација, “Младост” Ниш, Београд (2016, 2017);
- “Палета младих”, Врбас (2018);
- 14. међународни бијенале минијатуре, Горњи Милановац (2018);
- 29. истанбулски фестивал уметности, Истанбул (2019);
- “Свежина” Културфорум, Кућа Ђуре Јакшића, Београд (2019);
- 16. међународни бијенале минијатуре, Горњи Милановац (2022);
- 10. изложба “Медведи у част пролећу”, УК Пароброд, Београд (2023).

## Награде
- Награда за решење плаката “СВУРФ” 2010, 2011.
- Награда за решење плаката “Спорт, наука, уметност” (2011);
- Награда за цртеж “Миодраг Вујачић Мирски” (2014);